# 2010年バンクーバーパラリンピックの日本選手団
2010年バンクーバーパラリンピックの日本選手団（2010ねんバンクーバーパラリンピックのにほんせんしゅだん）は、2010年3月12日から3月21日まで（いずれも現地時間）の日程で開催された2010年バンクーバーパラリンピックにおける日本選手団。選手名および所属・記録は2010年当時のもの。

## 概要

### 選手団
人員: 選手 42人、役員 53人 合計 95人*
主将：新田佳浩（クロスカントリースキー・バイアスロン）
- 開会式旗手：遠藤隆行（アイススレッジホッケー）
- 閉会式旗手：狩野亮（アルペンスキー）

## メダル獲得者

### 金メダル
- 狩野亮（アルペンスキー男子 / スーパー大回転座位）
- 新田佳浩（クロスカントリースキー・バイアスロン男子 / クラシカル10km立位・スプリント1km立位）

### 銀メダル
- 森井大輝（アルペンスキー男子 / 滑降座位）
- アイススレッジホッケー
- 太田渉子（アルペンスキー）

### 銅メダル
- 大日方邦子（アルペンスキー女子 / 回転座位・大回転座位）
- 鈴木猛史（アルペンスキー男子 / 大回転座位）
- 狩野亮（アルペンスキー男子 / 滑降座位）
- 森井大輝（アルペンスキー男子 / スーパー大回転座位）

### ファン・ヨン・デ功績賞
- 遠藤隆行（アイススレッジホッケー主将）

## 出場選手

### スキー

#### アルペンスキー
男子
- 森井大輝
  - 男子滑降座位   銀メダル
  - 男子回転座位 7位
  - 男子大回転座位 7位
  - 男子スーパー大回転座位  銅メダル
  - 男子スーパー複合座位 4位
- 鈴木猛史
  - 男子滑降座位 11位
  - 男子回転座位 15位
  - 男子大回転座位  銅メダル
  - 男子スーパー大回転座位 5位
  - 男子スーパー複合座位 5位
- 狩野亮
  - 男子滑降座位  銅メダル
  - 男子回転座位 6位
  - 男子大回転座位 途中棄権
  - 男子スーパー大回転座位  金メダル
  - 男子スーパー複合座位 途中棄権
- 三澤拓
  - 男子滑降立位 15位
  - 男子回転立位 途中棄権
  - 男子大回転立位 9位
  - 男子スーパー大回転立位 途中棄権
  - 男子スーパー複合立位 6位
- 谷口彰
  - 男子回転座位 18位
  - 男子大回転座位 11位
  - 男子スーパー大回転座位 18位
- 井上真司
  - 男子回転立位 29位
  - 男子大回転立位 20位
  - 男子スーパー大回転立位 15位
- 小池岳太
  - 男子滑降立位 12位
  - 男子回転立位 18位
  - 男子大回転立位 途中棄権
  - 男子スーパー大回転立位 9位
  - 男子スーパー複合立位 13位
- 夏目堅司
  - 男子スーパー大回転座位 21位
- 横澤高徳
  - 男子大回転座位 21位
- 山本光文
  - 男子回転座位 14位

女子
- 大日方邦子
  - 女子滑降座位 途中棄権
  - 女子回転座位  銅メダル
  - 女子大回転座位  銅メダル
  - 女子スーパー大回転座位 棄権
  - 女子スーパー複合座位 棄権
- 青木辰子
  - 女子滑降座位 途中棄権
  - 女子回転座位 途中棄権
  - 女子大回転座位 4位
  - 女子スーパー大回転座位 6位
  - 女子スーパー複合座位 途中棄権
- 田中佳子
  - 女子回転座位 途中棄権
  - 女子大回転座位 棄権

#### クロスカントリースキー・バイアスロン
男子
- 新田佳浩
  - クロスカントリースキー男子1kmスプリント立位  金メダル
  - クロスカントリースキー男子10kmクラシック立位  金メダル
  - バイアスロン男子3kmパシュート立位 10位
- 久保恒造
  - クロスカントリースキー男子1kmスプリント座位 21位（予選敗退）
  - クロスカントリースキー男子15km座位 7位
  - バイアスロン男子2.4kmパシュート座位 9位
  - バイアスロン男子12.5km座位 6位
- 長田弘幸
  - クロスカントリースキー男子1kmスプリント座位 34位（予選敗退）
  - バイアスロン男子2.4kmパシュート座位 18位（予選敗退）
  - バイアスロン男子12.5km座位 19位
- 瀧上賢治
  - クロスカントリースキー男子1kmスプリント立位 14位（予選敗退）
  - クロスカントリースキー男子10kmクラシック立位 20位
- 佐藤圭一
  - クロスカントリースキー男子1kmスプリント立位 26位（予選敗退）
  - クロスカントリースキー男子20kmフリー立位 17位
  - バイアスロン男子3kmパシュート立位 12位
  - バイアスロン男子12.5km立位 14位
- クロスカントリースキー男子1×4km+2×5kmリレー（久保恒造、新田佳浩、佐藤圭一） 5位

女子
- 太田渉子
  - クロスカントリースキー女子1kmスプリント立位　 銀メダル
  - クロスカントリースキー女子5kmクラシック立位 11位
  - バイアスロン女子3kmパシュート立位 7位
  - バイアスロン女子12.5km立位 11位
- 鹿沼由理恵
  - クロスカントリースキー女子1kmスプリント視覚障害 7位（予選敗退）
  - クロスカントリースキー女子5kmクラシック視覚障害 8位
  - バイアスロン女子3kmパシュート視覚障害 7位（予選敗退）
- 出来島桃子
  - クロスカントリースキー女子1kmスプリント立位　11位（予選敗退）
  - バイアスロン女子3kmパシュート立位 11位（予選敗退）
  - バイアスロン女子12.5km立位 8位

- クロスカントリースキー女子3×2.5kmリレー（太田渉子、鹿沼由理恵、出来島桃子） 5位

### アイススレッジホッケー
- 監督 中北浩仁

- 銀メダル

主将：遠藤隆行
選手：馬島誠・永瀬充・石田真彦・中村稔幸・須藤悟・吉川守・髙橋和廣・上原大祐・三澤英司・安中幹雄・伊藤仙孝・矢口敦也・福島忍・円尾智彦

### 車いすカーリング
- 10位

中島洋治・市川勝男・比田井隆・斉藤あや子・小川亜希